# Rhytidoponera spoliata
Rhytidoponera spoliata é uma espécie de formiga do gênero Rhytidoponera.